# 讀賣新聞

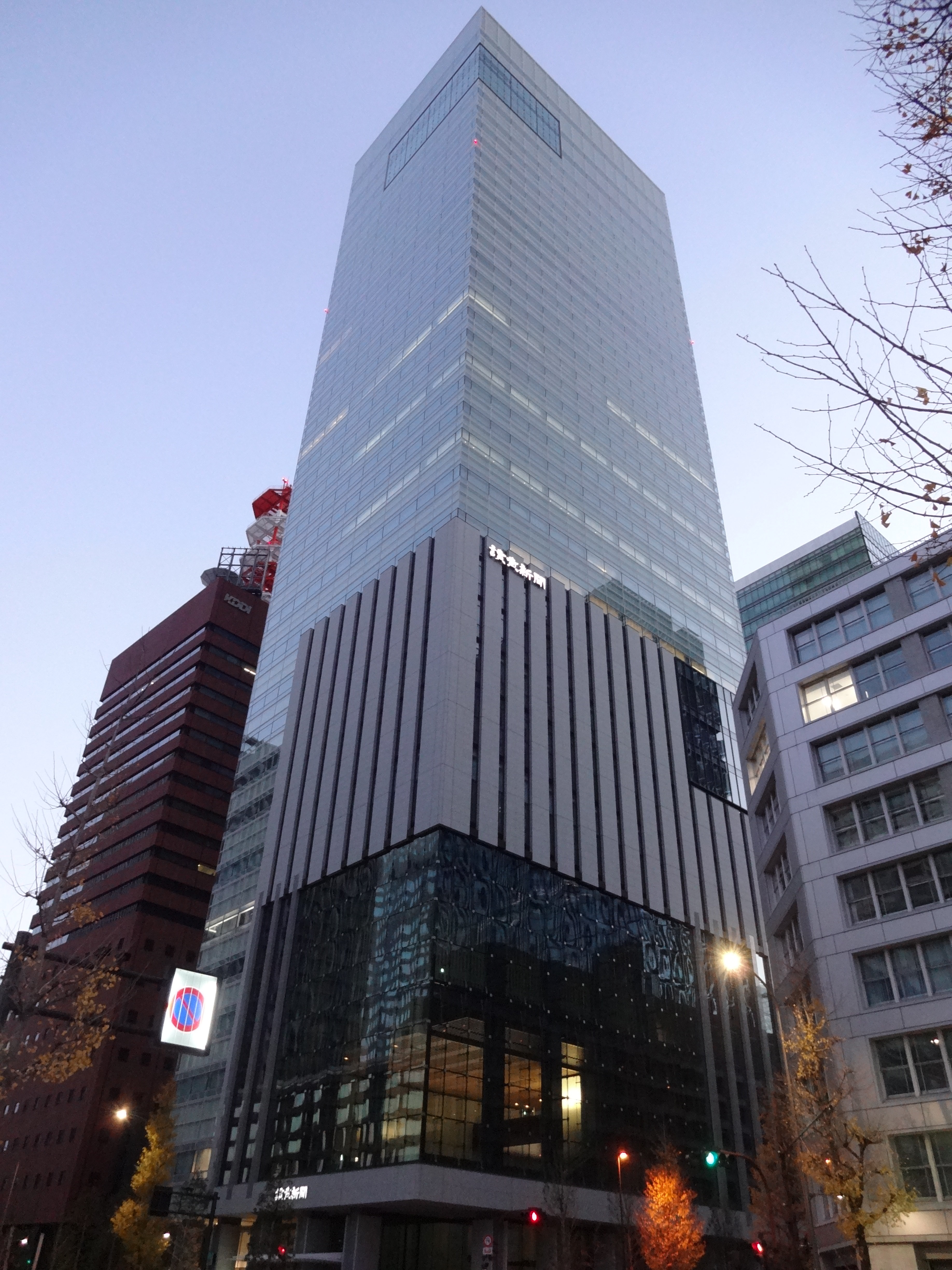
讀賣新聞東京本社所在地讀賣新聞大廈

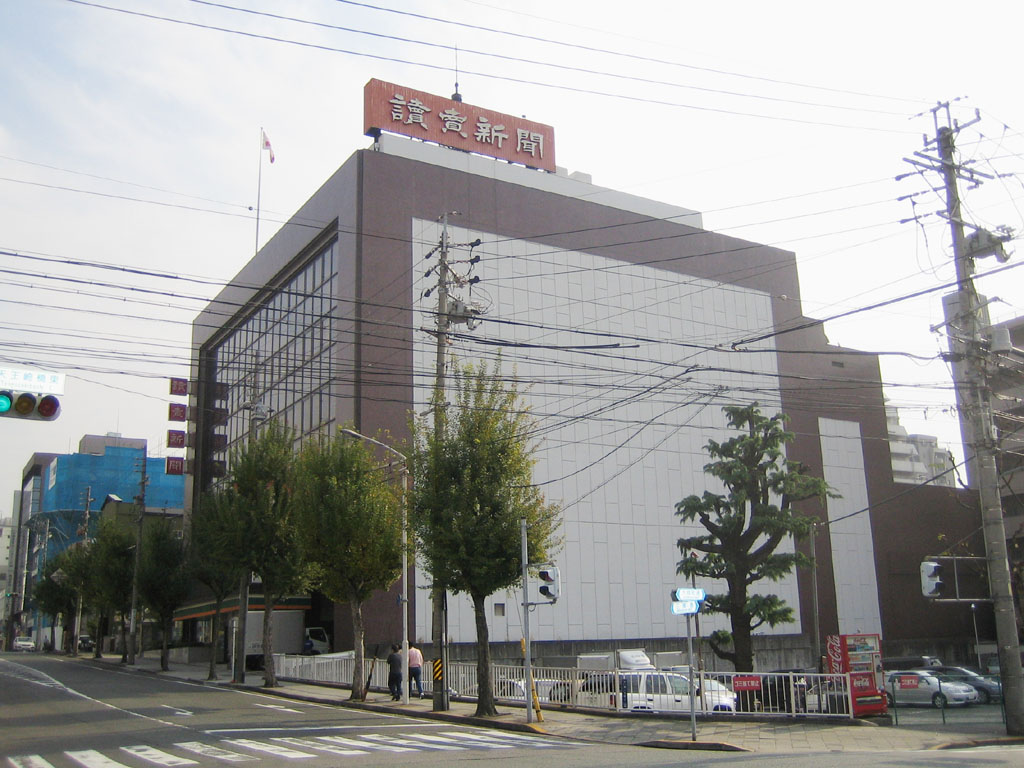
讀賣新聞中部支社（原中部本社）

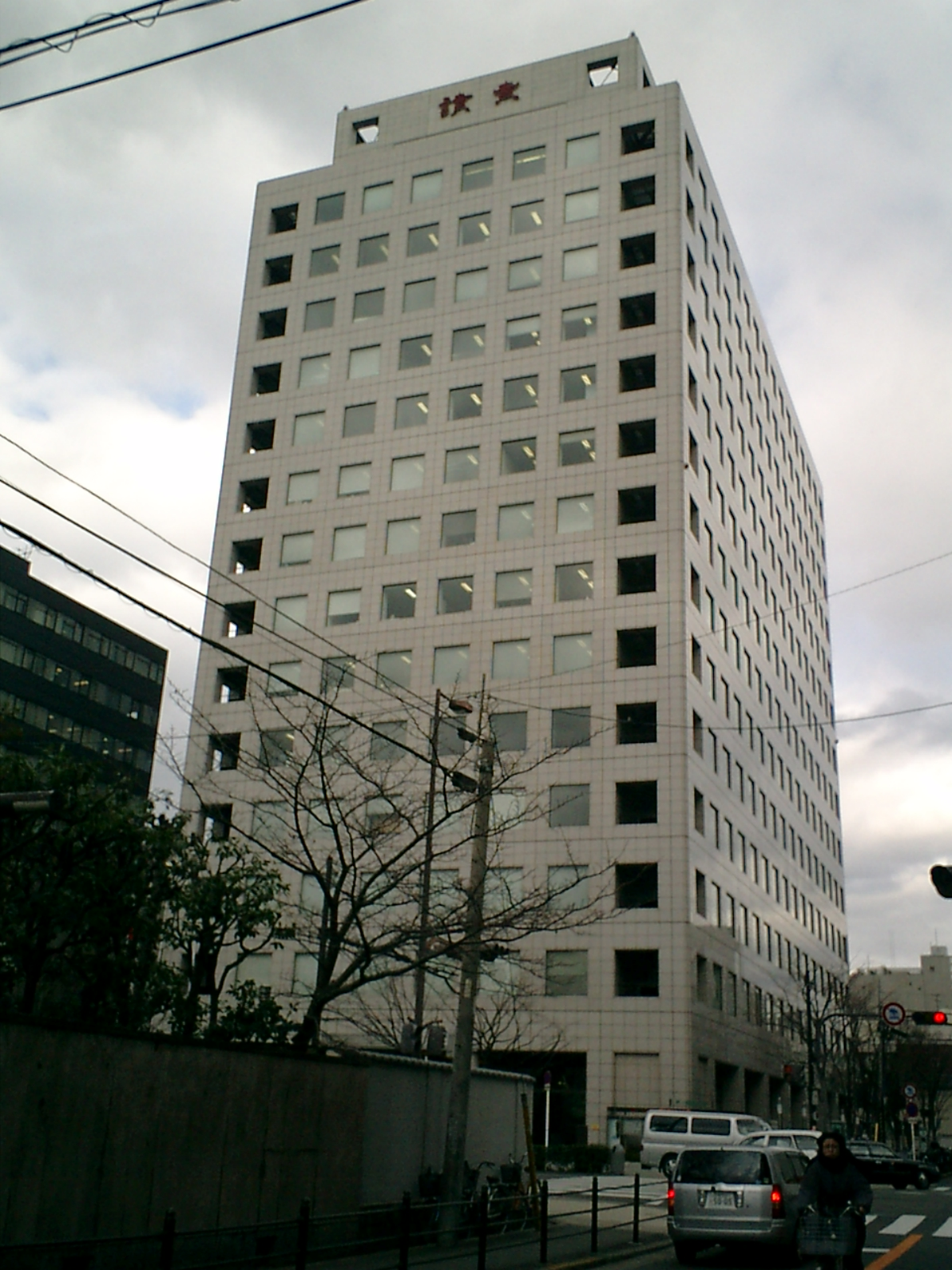
讀賣新聞大阪本社

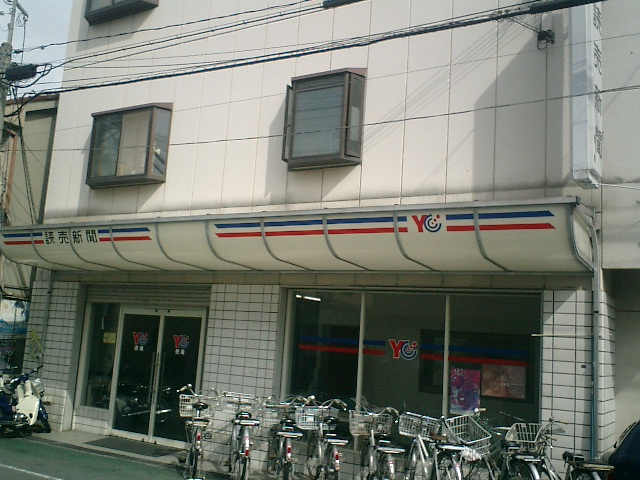
讀賣新聞販賣店

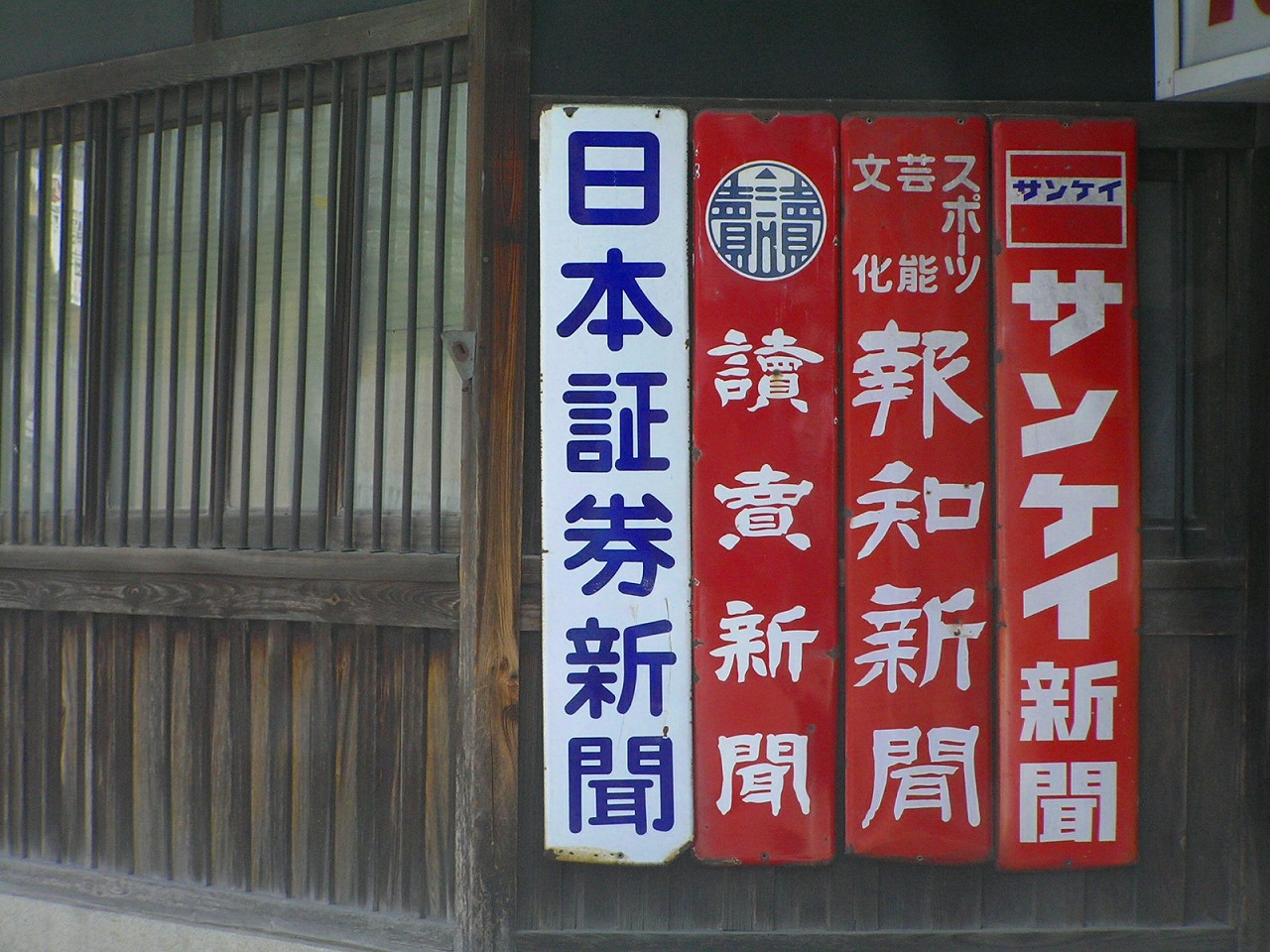
標示日本四份報紙舊題字的四個看板，左二是《讀賣新聞》舊題字

《讀賣新聞》是日本一家全國性報紙，為世界發行量最大的报纸，並被列入金氏世界紀錄。

## 历史
1874年11月2日由子安峻在东京创刊，1924年由正力松太郎接手經營後，透過版面改革，同時收購多家中小型报纸， 以及在二戰後向全國各地開展發行網絡，逐漸從地方性報紙躍升成為全國大報。至2010年，每日發行量已超過1350萬份（包括早報版與晚報版），近年則下降至934萬份左右。政治立場屬中間偏右的保守派。 自2017年11月起，读卖新闻日文版在中国大陆遭防火长城屏蔽，原因可能是其关于中共十九大的有关报道，而英文版未受到影响。
報名「讀賣」指的是江戶時代的新聞出版物「瓦版」的銷售方式，當時瓦版的販售者在街頭上朗讀報導內容以促進銷量，是一般大眾了解時事的主要管道。該報創辦時，希望能提供如同「讀賣」般的親切度，讓一般大眾都能夠了解新聞，因而取名。
以讀賣新聞為中心的讀賣新聞集團，擁有以讀賣巨人軍、中央公論社、日本電視台、讀賣電視台、體育報知為首的眾多子公司，事業橫跨報紙、廣播、電視、雜誌等傳媒事業，甚至職業棒球、旅行社等。

## 立場
政治立場傾向中间偏右至右翼的保守派，支持修宪。该报赞成政府投资公共事业设施来提振经济的政策，同时也赞成利用新自由主义改造日本经济结构，赞成重启核电站以弥补电力不足。
虽然该报被认为属于右派报纸，但该报反对日本內閣總理大臣（首相）以總理大臣名義参拜靖国神社，主张设置没有宗教色彩的国立追悼设施来取代靖国神社。

## 外部連結
- 官方网站 （日語）
- 讀賣新聞英文官方網站（The Japan News）（页面存档备份，存于）（英文）